# Дилкс, Дэвид
Дэвид Дилкс (англ. David N. Dilks; р. 17 апреля 1938, пригород Ковентри) — британский историк. PhD, профессор.
Изучал историю в Hertford колледже Оксфорда.
В 1991—1999 — вице-канцлер Университета Халла. В 1990—2000 — президент Международного комитета по истории Второй мировой войны.
Эмерит-профессор международных отношений Университета Лидса. Член Королевского литературного общества с 1986 года.

## Избранные труды
- Дилкс Д. Черчилль, Иден и Сталин: Штрихи к политическим портретам // Новая и новейшая история. — 2005. — № 1. (Пер. с англ. А. В. Короленкова и Е. А. Семёновой)